# 美濃下野駅
美濃下野駅（みのしものえき）は、かつて岐阜県恵那郡福岡町（現・中津川市）に存在した北恵那鉄道北恵那鉄道線の駅（廃駅）である。
三庚申の一つの「下野庚申堂」の参拝者用の駅として開設された。

## 歴史
- 1924年（大正13年）8月5日：北恵那鉄道線開通に際し開業。
- 1968年（昭和43年）：業務委託化。
- 1978年（昭和53年）9月18日：北恵那鉄道線廃止により廃駅。

## 駅施設
2面2線の相対式ホームであったが、西側のホームは貨物用であり引込み線は行き止まりであった。そのため交換施設はなかった。
駅名の看板は「みの下野」と表示されていたという。

## 現在の状況
ホームの痕跡が2面とも残っていて、間は土で埋められており、周辺の民家の駐車場として利用されている。中津町方面には道路を挟んで柏原川橋梁の橋桁が残存している。

## 隣の駅
北恵那鉄道
北恵那鉄道線
栗本駅 - 美濃下野駅 - 田瀬駅